# ジム・ライアン (アメリカンフットボール)
ジム・ライアン（Jim Ryan 1957年5月18日- ）はニュージャージー州カムデン出身のアメリカンフットボール選手。1979年から1988年までNFLのデンバー・ブロンコスでプレーした。ポジションはラインバッカー。またヒューストン・テキサンズでアシスタントコーチを務めた。

## 経歴

### 選手時代
1979年、ウィリアム・アンド・メアリー大学からドラフト外フリーエージェントでブロンコスに入団した。
入団から3シーズンは控えであったが、1982年に左アウトサイドラインバッカーのポジションを獲得、以後引退まで先発出場を続けた。1986年のクリーブランド・ブラウンズとのAFCチャンピオンシップゲームではインターセプトを記録している。
第21回スーパーボウル、第22回スーパーボウルに出場を果たした。
先発出場91試合を含む、通算150試合に出場している。

### 現役引退後
2004年、ブロンコスのボランティアアシスタントコーチを務め、2005年にはフルタイムのディフェンスアシスタントコーチ、2006年にオフェンスアシスタントコーチ、2007年から2008年にかけてラインバッカーコーチを務めた。2010年にはUFLのオマハ・ナイトホークスでスペシャルチームとラインバッカーの指導を行った。2011年にヒューストン・テキサンズのアシスタントコーチに就任している。